# FK Kick
FK Kick var en fotbollsförening från Norrköping i Östergötland, bildad 20 april 1974, upplöst 1987 då den sammanslogs med SK Astoria (1944) i FK Kick/Astoria. Trots sin korta existens hann Kick spela fyra säsonger i tredje högsta serien, division III (motsvarande Ettan, dit laget klättrade på endast fyra säsonger. Laget spelade i trean 1979-1982 med en femteplats säsongen 1980 som främsta merit. Håkan Ericson, sedermera förbundskapten för Sveriges U21-landslag och Färöarna, inledde sin tränarbana i Kick 1982-1985.